# Campeonato Sul-Americano de Clubes de Voleibol Masculino de 2019
O Campeonato Sul-Americano de Clubes de Voleibol Masculino  de 2019 
foi a décima nona edição do torneio organizado anualmente pela CSV, previsto para ser disputado entre os  dias 26 de fevereiro  a 2 de março de  2019 na Arena Juscelino Kubitschek (Arena Minas), localizada na cidade de Belo Horizonte.É o torneio classificatório para edição do Campeonato Mundial de Clubes de Voleibol Masculino de 2019; o torneio confirmou a participação de seis times representantes do Brasil, Argentina, Peru e Uruguai e as finais da edição serão transmitidas pelo SporTV e DirecTV.
O Sada Cruzeiro ao vencer na final o time argentino do UPCN/San Juan sagrou-se hexacampeão e conquistou o quarto título consecutivamente, tornando-se o maior vencedor da história da competição, e o outro time representante da argentina o Obras de San Juan completou o pódio, nas premiações individuais destacou-se o ponteiro Taylor Sander como melhor jogador da competição.

## Formato de disputa
Para a classificação dentre dos grupos na primeira fase, o placar de 3-0 ou 3-1 garantiu três pontos para a equipe vencedora e nenhum para a equipe derrotada; já o placar de 3-2 garantiu dois pontos para a equipe vencedora e um para a perdedora.

## Participantes
As seguintes equipes foram qualificadas para a disputa do Campeonato Sul-Americano de Clubes de 2019 conforme publicação da CSV em 7 de fevereiro de 2019:
| Equipe            | País      | Forma de Classificação                                        | Títulos                           |
| ----------------- | --------- | ------------------------------------------------------------- | --------------------------------- |
| Minas TC          | Brasil    | Representante da Cidade-Sede                                  | 2 (1984 e 1985)                   |
| UPCN/San Juan     | Argentina | Campeão da Liga Argentina de Voleibol Masculino 2017-18       | 2 (2013 e 2015)                   |
| Sada Cruzeiro     | Brasil    | Campeão da Superliga Brasileira de Voleibol Masculino 2017–18 | 5 (2012, 2014, 2016, 2017 e 2018) |
| Regatas Lima      | Peru      | Campeão da Liga Nacional Superior de Voleibol 2018            | 0 ( não possui)                   |
| Nacional          | Uruguai   | Vice-campeão da Super Liga Uruguaia de Voleibol 2018          | 0 (não possui)                    |
| Obras de San Juan | Argentina | Campeão da Copa da Argentina de Voleibol Masculino 2017-18    | 0 (não possui)                    |

## Primeira fase

### Grupo A
Classificação
|  |                                      |
|  | Equipes classificadas às semifinais. |
|  | Equipe que disputará o quinto lugar. |

|     |               |     | Jogos | Jogos | Jogos | Resultados | Resultados | Resultados | Resultados | Resultados | Resultados | Sets | Sets | Sets  | Pontos | Pontos | Pontos |
| Pos | Equipe        | Pts | T     | V     | D     | 3–0        | 3–1        | 3–2        | 2–3        | 1–3        | 0–3        | V    | P    | R     | V      | P      | R      |
| --- | ------------- | --- | ----- | ----- | ----- | ---------- | ---------- | ---------- | ---------- | ---------- | ---------- | ---- | ---- | ----- | ------ | ------ | ------ |
| 1   | Sada Cruzeiro | 5   | 2     | 2     | 0     | 1          | 0          | 1          | 0          | 0          | 0          | 6    | 2    | 3,000 | 181    | 144    | 1.257  |
| 2   | UPCN/San Juan | 4   | 2     | 1     | 1     | 0          | 1          | 0          | 1          | 0          | 0          | 5    | 4    | 1.250 | 199    | 185    | 1.076  |
| 3   | Regatas Lima  | 0   | 2     | 0     | 2     | 0          | 0          | 0          | 0          | 1          | 1          | 1    | 6    | 0.167 | 120    | 171    | 0.702  |

Resultados
| 26 de fevereiro de 2019 20:00 RelatórioAQ | Sada Cruzeiro | 3 — 2                         | UPCN/San Juan | Arena Minas, Belo Horizonte |
| 26 de fevereiro de 2019 20:00 RelatórioAQ | 23 18 25 15   | Set 1 Set 2 Set 3 Set 4 Set 5 | 25 22 20 11   | Arena Minas, Belo Horizonte |

| 27 de fevereiro de 2019 20:00 RelatórioAQ | Sada Cruzeiro | 3 — 0             | Regatas Lima | Arena Minas, Belo Horizonte |
| 27 de fevereiro de 2019 20:00 RelatórioAQ | 25            | Set 1 Set 2 Set 3 | 13 14        | Arena Minas, Belo Horizonte |

| 28 de fevereiro de 2019 20:00 RelatórioAQ | UPCN/San Juan | 3 — 1                   | Regatas Lima | Arena Minas, Belo Horizonte |
| 28 de fevereiro de 2019 20:00 RelatórioAQ | 25 21 25      | Set 1 Set 2 Set 3 Set 4 | 22 25 15 17  | Arena Minas, Belo Horizonte |

### Grupo B
Classificação
|  |                                       |
|  | Equipes classificadas às semifinais.  |
|  | Equipes que disputará o quinto lugar. |

|     |                   |     | Jogos | Jogos | Jogos | Resultados | Resultados | Resultados | Resultados | Resultados | Resultados | Sets | Sets | Sets  | Pontos | Pontos | Pontos |
| Pos | Equipe            | Pts | T     | V     | D     | 3–0        | 3–1        | 3–2        | 2–3        | 1–3        | 0–3        | V    | P    | R     | V      | P      | R      |
| --- | ----------------- | --- | ----- | ----- | ----- | ---------- | ---------- | ---------- | ---------- | ---------- | ---------- | ---- | ---- | ----- | ------ | ------ | ------ |
| 1   | Minas TC          | 6   | 2     | 2     | 0     | 1          | 1          | 0          | 0          | 0          | 0          | 6    | 1    | 6,000 | 171    | 139    | 1.230  |
| 2   | Obras de San Juan | 3   | 2     | 1     | 1     | 1          | 0          | 0          | 0          | 1          | 0          | 4    | 3    | 1.333 | 164    | 157    | 1.045  |
| 3   | Nacional          | 0   | 2     | 0     | 2     | 0          | 0          | 0          | 0          | 0          | 2          | 0    | 6    | 0,000 | 111    | 150    | 0.740  |

Resultados
| 26 de fevereiro de 2019 18:00 RelatórioAQ | Minas TC | 3 — 1                   | Obras de San Juan | Arena Minas, Belo Horizonte |
| 26 de fevereiro de 2019 18:00 RelatórioAQ | 21 25    | Set 1 Set 2 Set 3 Set 4 | 25 20 22          | Arena Minas, Belo Horizonte |

| 27 de fevereiro de 2019 18:00 RelatórioAQ | Minas TC | 3 — 0             | Nacional | Arena Minas, Belo Horizonte |
| 27 de fevereiro de 2019 18:00 RelatórioAQ | 25       | Set 1 Set 2 Set 3 | 23 12 15 | Arena Minas, Belo Horizonte |

| 28 de fevereiro de 2019 18:00 Relatório AQ | Obras de San Juan | 3 — 0             | Nacional | Arena Minas, Belo Horizonte |
| 28 de fevereiro de 2019 18:00 Relatório AQ | 25                | Set 1 Set 2 Set 3 | 19 20 22 | Arena Minas, Belo Horizonte |

## Finais
- Horários UTC-02:00

|  | Semifinais         | Semifinais         |   |                    | Final              | Final |  |
|  |                    |                    |   |                    |                    |       |  |
|  | 1 de março - 21:30 |                    |   |                    |                    |       |  |
|  | Sada Cruzeiro      | 3                  |   |                    |                    |       |  |
|  | Obras de San Juan  | 2                  |   |                    |                    |       |  |
|  |                    |                    |   |                    |                    |       |  |
|  |                    |                    |   |                    | 2 de março – 20:30 |       |  |
|  |                    |                    |   |                    | Sada Cruzeiro      | 3     |  |
|  |                    | UPCN/San Juan      | 1 |                    |                    |       |  |
|  |                    |                    |   |                    |                    |       |  |
|  |                    |                    |   |                    |                    |       |  |
|  |                    |                    |   |                    | Terceiro lugar     |       |  |
|  | 1 de março – 19:30 | 1 de março – 19:30 |   | 2 de março – 17:30 | 2 de março – 17:30 |       |  |
|  | Minas TC           | 0                  |   | Minas TC           | 1                  |       |  |
|  | UPCN/San Juan      | 3                  |   |                    | Obras de San Juan  | 3     |  |

### Resultados
Disputa pelo quinto lugar
| 1 de março de 2019 17:00 RelatórioAQ | Nacional | 0 — 3             | Regatas Lima | Arena Minas, Belo Horizonte |
| 1 de março de 2019 17:00 RelatórioAQ | 17 22 13 | Set 1 Set 2 Set 3 | 25           | Arena Minas, Belo Horizonte |

Semifinais
| 1 de março de 2019 21:30 RelatórioAQ | Sada Cruzeiro  | 3 — 2                         | Obras de San Juan | Arena Minas, Belo Horizonte |
| 1 de março de 2019 21:30 RelatórioAQ | 24 22 27 25 15 | Set 1 Set 2 Set 3 Set 4 Set 5 | 26 25 23 13       | Arena Minas, Belo Horizonte |

| 1 de março de 2019 19:30 RelatórioAQ | Minas TC | 0 — 3             | UPCN/San Juan | Arena Minas, Belo Horizonte |
| 1 de março de 2019 19:30 RelatórioAQ | 25 18 14 | Set 1 Set 2 Set 3 | 27 25         | Arena Minas, Belo Horizonte |

Disputa pelo terceiro lugar
| 2 de março de 2019 17:30 RelatórioAQ | Minas TC    | 1 — 3                   | Obras de San Juan | Arena Minas, Belo Horizonte |
| 2 de março de 2019 17:30 RelatórioAQ | 20 25 24 17 | Set 1 Set 2 Set 3 Set 4 | 25 22 26 25       | Arena Minas, Belo Horizonte |

Final
| 2 de março de 2019 20:30 RelatórioAQ | Sada Cruzeiro | 3 — 1                   | UPCN/San Juan | Arena Minas, Belo Horizonte |
| 2 de março de 2019 20:30 RelatórioAQ | 25 21 25      | Set 1 Set 2 Set 3 Set 4 | 19 18 25 16   | Arena Minas, Belo Horizonte |

## Premiação
| Campeonato Sul-Americano de Clubes de Voleibol Masculino de 2019 |
| Brasil                                                           |
| ---------------------------------------------------------------- |
| Sada Cruzeiro Campeão (6º título)                                |

## Classificação Final
| Posição           | Equipe            | Classificação                        |
| ----------------- | ----------------- | ------------------------------------ |
| Medalha de ouro   | Sada Cruzeiro     | Campeonato Mundial de Clubes de 2019 |
| Medalha de prata  | UPCN/San Juan     |                                      |
| Medalha de bronze | Obras de San Juan |                                      |
| 4                 | Minas TC          |                                      |
| 5                 | Regatas Lima      |                                      |
| 6                 | Nacional          |                                      |

## Prêmios individuais
A seleção do campeonato foi composta pelas seguintes jogadores:
- MVP (Most Valuable Player): Taylor Sander